# 米羅斯瓦夫·赫爾曼謝夫斯基
米羅斯瓦夫·赫爾曼謝夫斯基（波蘭語：Mirosław Hermaszewski，1941年9月15日—2022年12月12日）是一名波蘭退役空軍准將及太空人。1978年乘坐聯盟30號太空船执行任务，成为波蘭首位太空人。1981年12月波蘭頒布戒嚴令，當時正在莫斯科唸書的赫爾曼謝夫斯基被召回華沙，成為救國軍事會議成員，但其本人事前並不知情的狀況下表示同意；兩週後，當局同意讓他繼續學業。後來，赫爾曼謝夫斯基被指派為位在登布林的高等空軍軍官學校司令。1988年，擢升為將軍。1991年至1992年間，赫爾曼謝夫斯基成為波蘭空軍空防副司令。

## 外部連結
- Official Website （页面存档备份，存于） (Polish)
- Spacefacts biography of Mirosław Hermaszewski （页面存档备份，存于）